# 아트 에반스
아트 에번스(Art Evans, 본명: Arthur James Evans, 1942년 3월 27일~2024년 12월 21일)는 미국의 배우, 텔레비전 배우, 영화배우이다.

## 영화
- 에일리언 라이징(2013년)
- 마셰티 조(2010년)
- 앤더슨 크로스(2010년)
- 셰이즈 오브 레이 (2008, Shades of Ray)
- 네버 다이 어론(2004년)
- 인터스테이트(2002년)
- 스토리 오브 어스(1999년)
- 두번째 인생(1998년)
- 메트로(1997년)
- 배반의 정사(1993년)
- 형사 스톤(1992년)
- 트레스패스(1992년)
- 다운타운(1990년)
- 다이 하드 2(1990년) - 레슬리 반스 역
- 어드벤처 인 베이비시팅(1989년)
- 형사 퀸(1989년)
- 스쿨 데이즈(1988년)
- 조 조 댄서, 너의 인생이 부른다(1986년) - 아르투로 역
- 골치 아픈 여자(1986년) - 벤더 경관 역
- 밤의 미녀(1985년)
- 터프(1985년)
- 후라이트 나이트(1985년)
- 솔저 스토리(1984년)
- 별난 학교 동창회(1982년)
- 퍼스트 패밀리(영어판)(1980년)
- 모정(1979년)
- 애플 덤플링 갱 2(1979년)
- 메인 이벤트(1979년)
- 마틴 루터 킹(1978년)
- 폭소 대소동(1977년)